# 新間正次
新間 正次（しんま しょうじ、1934年〈昭和9年〉11月3日 - ）は、日本のタレント、ラジオパーソナリティ、俳優、リポーター、元政治家、元参議院議員。元民社党愛知県連副委員長。愛称は「新間ちゃん」。
長男は教育芸人（教育エンターテイナー）の新間竹彦。
新日本プロレス専務やスポーツ平和党幹事長を務めた新間寿は従兄弟で、父の弟の新間信雄の息子である。　　

## 来歴

### 出馬以前
愛知県蒲郡市出身（出生は豊橋市）。靴屋「早稲田堂」を経営する新間邦次の三男として生まれる。邦次はスパイクシューズを作っていた。1945年6月の豊橋空襲で靴屋と自宅が焼失したため、蒲郡へ移住した。愛知県立蒲郡高等学校卒業、高校時代は生徒会長を務めた。高校時代の先輩の勧めでNHK名古屋放送劇団に入団。
NHK名古屋のテレビ番組「マナー教室」のレギュラー出演時に視聴者である洋裁学校の校長先生から特別講師としての依頼があり、仕事先で夫人と出会う。
1963年にCBCラジオの「酒の古典辞典」で全国初の名古屋弁のパーソナリティとしてデビュー、その後中継レポーターとして、CBCテレビとCBCラジオの番組にレギュラー出演するようになり、1970年からはCBCテレビのワイドショー『この街はこの風は』の「シンマちゃんの何でも体験レポート」を担当、1972年4月10日からはCBCラジオの平日9時台のショッピング情報を加味した、朝ワイド番組『ラジオ朝市』のパーソナリティを担当する。
名古屋弁を交えたトーク・木魚の演奏・新間が団長を務める中日ドラゴンズの私設応援団「朝ドラ応援団」で話題を集め、1970年代〜1980年代にかけて、名古屋のラジオパーソナリティの第一人者としての地位を確立した。
1975年にはばつぐんジョッキーのパーソナリティで阪神ファンの上岡龍太郎の提案で中日ドラゴンズV2優勝を逃した責任を取って、新間はCBCの第一スタジオ（上の髪）と寺院（下の髪）で全身剃毛パフォーマンスを行い、1982年に中日ドラゴンズがV3の優勝を果たした時の優勝パレードに集まった市民にきしめん3万3000食を振る舞うパフォーマンスを行った。
1991年7月12日、『シンマちゃんのかきかき人生』の刊行を記念した、関係者向けの出版パーティーで「いつかは、政治家に挑戦したい」と発言。
1991年8月31日に名古屋弥生会館で行われた記者会見で選挙立候補表明のため「ラジオ朝市」を降板、出演回数は5693回であった。

### 参議院議員時代
1992年7月、三治重信の後継として第16回参議院議員通常選挙に民社党公認で愛知県選挙区から立候補、「ドア・ツー・ドア」・「生活応援団長」をキャッチフレーズに自動車総連の推薦・全トヨタ労働組合連合会の支援を受け、1992年7月26日に得票数3位で初当選した。
しかし、選挙活動において表明していた明治大学入学とスイス留学の経歴について虚偽の疑いが浮上した。1992年10月に民社党を離党した。1993年8月31日に名古屋地検から選挙戦における当選目的で経歴詐称をした公職選挙法違反（虚偽事項公表罪）で在宅起訴された。百日裁判規定が適用され、1993年12月24日に名古屋地裁で禁錮6ヶ月執行猶予4年が言い渡され、1994年7月18日に最高裁で有罪判決が確定し、同年29日に当選無効となった。「前議員記章」（前議員バッジ）については参議院から交付を拒否された。
参議院議員としては農林水産委員会に所属していた。

### その後
タレント活動を再開した。1994年の10.8決戦の中日ドラゴンズ敗北の結果を受けて丸刈りにした。横山やすしの最後の相方となる。
選挙と裁判費用の借金により、自宅が競売になった。
野村沙知代の衆院選立候補時の学歴詐称疑惑がマスコミを騒がせていた頃は、多数のワイドショーなどに出演し、野村を批判した。
2021年11月13日に大須演芸場で新間の米寿を記念するイベント「朗読バラエティー シンマちゃんの大炎上の先に見えた光」が行われた。
2024年1月23日に長男の竹彦がシンマ先生名義で参議院議員時代の学歴詐称騒動の経緯を記載した『シンマちゃんの選択 大炎上の先に見えた光: 還暦前後の人生選択の「落とし穴」』（Kindle本）が刊行。

## 出演番組

### テレビ
- マナー教室（NHK名古屋）[7]
- この街はこの風は（CBCテレビ）[9]
- ワイドショー&YOU（CBCテレビ）
- 未来ナース（TBSテレビ） - 十勝花子とのコントに出演[32]。
- 浅草橋ヤング洋品店（テレビ東京） - 「新間正次 プロレスラー化計画」として晩年のミスター珍に弟子する企画が放送された[33][34]。

### ラジオ
- ユーモア太閤記（NHK名古屋） - 横車の大八
- 酒の古典辞典（CBCラジオ）[2][8]
- ラジオ朝市（CBCラジオ、1972年4月10日 - 1991年8月30日）[2][10]
- シンマとミミの歌謡ドライブ（CBCラジオ、1982年9月13日 - 1983年12月30日）
- メルサ ラジオショッピング（CBCラジオ）
- CBCラジオスペシャル 嘘をつくということ(CBCラジオ、2000年5月29日)[35]
- 新間ちゃんのシャナナ昼市（名古屋シティエフエム、2001年10月 - 2008年6月）
- 新間ちゃんのラジオde昼市（MID-FM、2008年8月 - 2010年12月24日）[36]

## CM
- 青柳ういろう「80円の出張」（1979年）	[37]
- マルヨネ ひやむぎ そうめん（1984年）
- 薬寿
- アメ横ビル
- ぎふ初寿司

## テレビドラマ
- 陽はまた昇る（NHK、1957年）
- に人あり（NHK、1960年）
- 中学生時代（NHK、1963年）
- 銀河ドラマ（NHK）
  - 霧の壁（1970年）
  - 一号車よ、走れ!（1970年）
- 銀河テレビ小説（NHK）
  - 黄色い涙（1974年） - 貞吉
  - わたしの愛は（1978年）
  - やどかりは夢をみる（1984年） -  ラーメン屋店主
  - 清水みなとストーリー（1986年）
  - 親の出る幕（1988年）
- 中学生日記（NHK、1974年）
- 少年ドラマシリーズ（NHK）
  - 珍太郎日記（1975年）
- 連続ドラマ（CBC）
  - 追いかけて幸せ（1988年）
  - マドンナと呼ばれて（1990年）
- 昼ドラマ（東海テレビ）
  - 日日の背信（1967年）

## 映画
- 生きてるうちが花なのよ 死んだらそれまでよ党宣言（1985年） - 警官B

## 舞台
- テミスの剣

## 曲
- 1975年 - 「ドラキチ音頭」（東芝EMI TP-2015。板東英二のシングル「ガッツだ!!ドラゴンズ」B面。歌手）
- 1981年 - 「天まで昇れドラゴンズ」（ポリドール 7DX1108。シングル。歌手、作詞）
- 1981年 - 「すすめ若龍」（「天まで昇れドラゴンズ」B面。歌手、作詞）
- 「あかんてかんて」・「男の背中」[38]

## 著書
- 『シンマちゃんのきょうも元気でいこみゃ〜か』エフエー出版、1987年2月20日。ISBN 978-4-900435-33-9。
- 『シンマちゃんのかきかき人生』エフエー出版、1991年7月。ISBN 978-4-87208-010-0。

## 受賞歴
- 1982年 - 名古屋帰化の会「なごやか賞」[39][40]
- 1990年 - 第1回「CBC小嶋賞」
- 1991年 - 第6回「パチンコ大衆文化賞」[41]

## 選挙歴
| 当落     | 選挙                     | 執行日        | 年齢 | 選挙区       | 政党   | 得票数     | 得票率 | 定数 | 得票順位 /候補者数 | 政党内比例順位 /政党当選者数 |
| -------- | ------------------------ | ------------- | ---- | ------------ | ------ | ---------- | ------ | ---- | ------------------ | ---------------------------- |
| 当選無効 | 第16回参議院議員通常選挙 | 1992年7月26日 | 57   | 愛知県選挙区 | 民社党 | 48万7159票 | 21.57% | 3    | 3/34               | /                            |